# Гора Кубрика
Гора Кубрика (лат. Kubrick Mons) — имя, данное самой большой вершине из серии горных вершин на Хароне, спутнике Плутона, которые поднимаются из впадин на равнине Вулкана. Впервые эта горная вершина была зафиксирована 15 июля 2017 года с помощью сканера LORRI на борту космического зонда «Новые горизонты», во время его пролёта. Координаты — 3°36′ с. ш. 30°48′ в. д. / 3,6° с. ш. 30,8° в. д.

## Характеристики
Диаметр горы Кубрика составляет 40 километров, а высота — 3—4 километра. Объект окружен рвом, глубина которого на 1-2 километра ниже окружающей территории. В настоящее время неизвестно, как образовалась гора Кубрика; однако есть предположение, что гора Кубрика может быть криовулканом, а впадина — результатом сжатия камеры с водой и аммиаком. По состоянию на ноябрь 2019 года эта гипотеза ещё не подтверждена.
Гора была названа в честь кинорежиссера Стэнли Кубрика. Официальное утверждение названия было объявлено Международным астрономическим союзом 11 апреля 2018 года.